# Pavel Kučera (novinář)

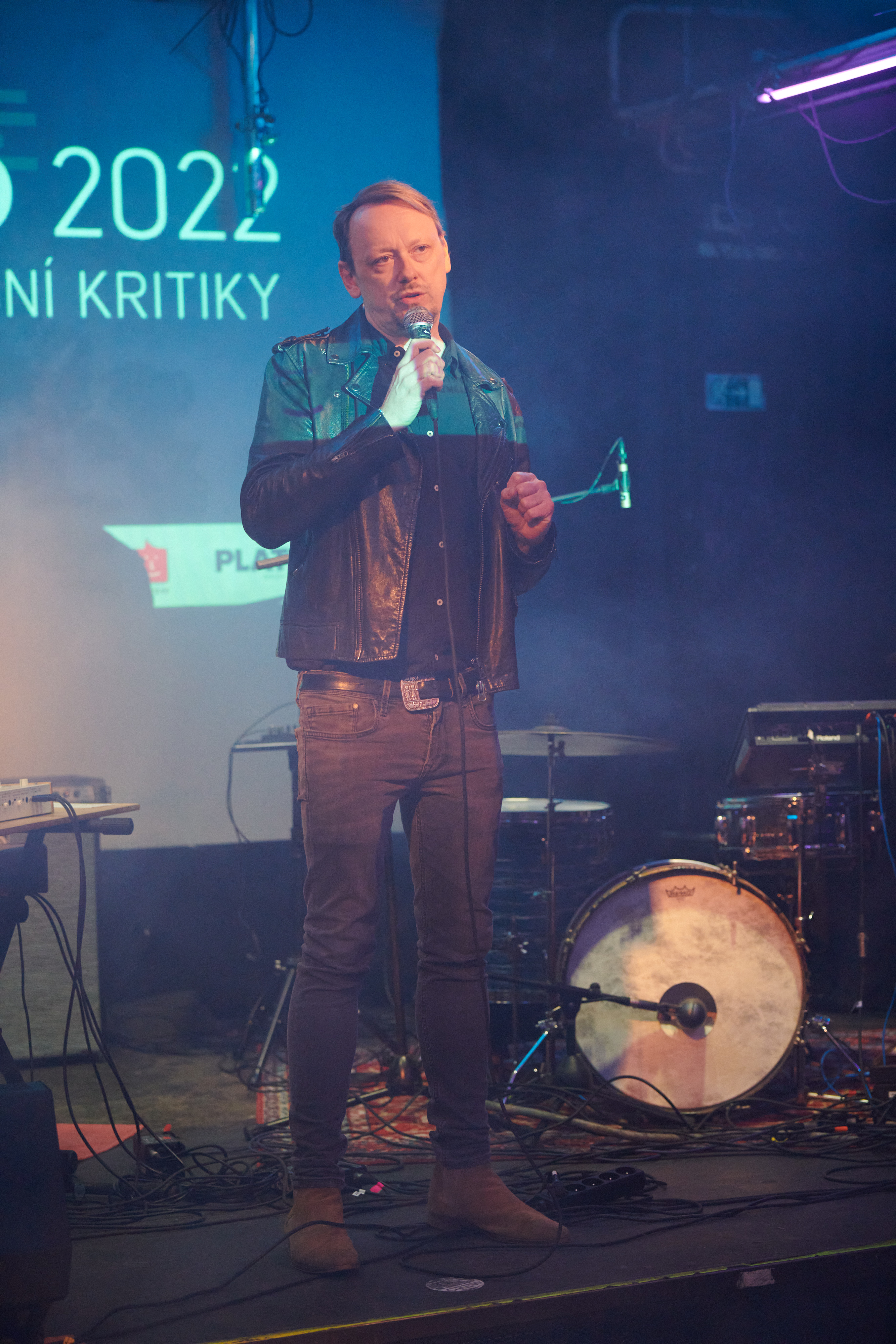
Pavel Kučera na Apollo 2022

Pavel Kučera (* 6. února 1975 Hodonín) je český publicista, hudební kritik, scenárista, moderátor, DJ a hudební producent.

## Mediální působení
Začínal v Rádiu Jih coby hudební dramaturg a moderátor, později se stal hudebním publicistou, novinářem, kritikem, scenáristou a moderátorem televizních pořadů. Psal do hudebních měsíčníků Rolling Stone, Rock & Pop, Ultramix, Filter či Headliner, pro TV Óčko vytvářel a moderoval několik pořadů (Feedback, Star Guitar, Knokaut). Psal také pro týdeník Reflex, deníky Lidové noviny nebo MF Dnes (a iDnes) nebo měsíčníky Dolce Vita, Elle, TimeIn a ForMen. Působil jako šéfredaktor lifestylového měsíčníku 360° a hudebního webu newmusic.cz. Od roku 2024 je šéfredaktorem české verze časopisu Playboy.
Byl scenáristou několika pořadů České televize převážně s hudebním zaměřením, a to Letadlo, Medúza, Knokaut, Musicblok či Tečka páteční noci. Je autorem námětu a spoluautorem scénáře dokumentárních filmů Akce Kryštof – 10 let (2004) a Země revivalů (2016). Byl scenáristou a moderátorem čtyřiačtyřicetidílné hudebně-dokumentární sérii s názvem Kombo pro ČT art.
V letech 2006 až 2008 dělal pro Radio Wave týdenní pořad New Music. Od roku 2008 připravuje pro pražské rádio Expres FM pravidelný týdenní rozhlasový pořad Fresh! zaměřený na novinky z oblasti nezávislého popu a elektronické hudby. V roce 2019 začal pro YouTube kanál prodejce hudebních nástrojů kytary.cz připravovat pravidelnou týdenní hudební talkshow s názvem On Air, v níž zpovídá hudebníky a známé osobnosti z hudební sféry. V roce 2021 pro kytary.cz vytvořil i podcast s názvem Studiotime, který je více zaměřen na odborné publikum z hudební oblasti.

## Ceny Apollo
V roce 2011 byl jedním ze zakladatelů cen České hudební kritiky Apollo a od roku 2014 je jejich jediným organizátorem.

## Hudební tvorba
Spolu s filmařem Šimonem Šafránkem tvoří dýdžejské duo The Fakes. Pod jménem tohoto projektu vytvořil řadu remixů pro interprety jako Tata Bojs, The Prostitutes, Boris Carloff či La Petite Sonja. Od roku 2018 tvoří a vydává hudbu pod jménem sólového projektu Bull In China. Takto vydal několik singů jako No Brainer či Feeel a v roce 2019 i debutové EP s názvem Mild, na němž spolupracoval se zpěvákem Mikolášem Růžičkou.

## Publikace
Od roku 2021 se věnuje výuce tvorby v hudebních programech, tzv. digital audio workstation (DAW). V roce 2023 vydal na toto téma u nakladatelství Frontman publikaci s názvem Základy domácího nahrávání a práce s digital audio workstation.